# Governanti di Damasco
Questa è una lista dei governanti di Damasco dai tempi antichi ad oggi.

## Cananei
- Uz ben Shem (ca. 2500 a.C.?)
- Biryawaza (1300 a.C.)

## Damasco aramea
- Rezon I (ca. 950 a.C.)
- Tab-Rimmon
- Bar Haddad I (ca. 914 a.C.-ca. 880 a.C.)
- Bar Haddad II (ca. 880 a.C.-ca. 843 a.C.)
- Hazael (ca. 843 a.C.-ca. 804 a.C.)
- Bar Haddad III (ca. 796 a.C.)
- Tab-El (ca. 770 a.C.)
- Rezon II (ca. 740 a.C.-732 a.C.)

## Periodo non indipendente
- sotto l'Assiria (732 a.C.-609 a.C.)
  - Ilu-Ittia (ca. 700 a.C.)
- sotto Babilonia (609 a.C.-539 a.C.)
- sotto l'Impero persiano achemenide (539 a.C.-332 a.C.)
- sotto la Macedonia (332 a.C.-323 a.C.)
- sotto gli Antigonidi (323 a.C.-301 a.C.)
- sotto l'Egitto tolemaico (301 a.C.-198 a.C.)
- sotto i Seleucidi (198 a.C.-167 a.C.)
- sotto l'Ituraea (167 a.C.-110 a.C.) (regime di semi-indipendenza dai Seleucidi)
- Sotto la Decapoli (110 a.C.-85 a.C.) (regime di semi-indipendenza dai Seleucidi)
- sotto la Nabataea (85 a.C.-64 a.C.)
- sotto la Repubblica romana/Impero romano/Impero Bizantino (64 a.C.-635)
  - sotto i Ghassanidi (529-584; ?-635)

## Dinastia omayyade

### Emiri omayyadi
- Khalid ibn al-Walid (635-636)
- Abu Ubayd (636-637)
- ʿAmr ibn al-ʿĀṣ (637-640)
- Yazid ibn Abi Sufyan (640)
- Muʿāwiya b. Abī Sufyān (640-661)

### Dinastia omayyade di Damasco
- Muʿāwiya b. Abī Sufyān (661-680)
- Yazīd I (680-683)
- Muʿāwiya II (683-684)
- Marwān I (684-685)
- ʿAbd al-Malik b. Marwān (685-705)

- al-Walid I ibn ʿAbd al-Malik (705-715
- Sulaymān b. ʿAbd al-Malik (715-717)
- ʿUmar b. ʿAbd al-ʿAzīz (717-720)
- Yazīd II ibn ʿAbd al-Malik (720-724)
- Hishām ibn ʿAbd al-Malik (724-743)
- al-Walīd II (743-744)
- Yazid III ibn al-Walid (744)
- Ibrāhīm ibn al-Walīd (744)
- Marwan II ibn Muhammad (governò da Harran, in Jazira, 744-750)

## Emiri abbasidi
- ʿAbd Allāh b. ʿAlī (750-753)
- al-Sālih b. ʿAlī (753)
- ʿAbd al-Wahhāb b. Ibrāhīm al-ʿAbbāsi (754-763)
- Abū Jaʿfar Hārūn al-Rashīd (783-786)
- Ibrāhīm al-Sālih (791-793)
- Musa b. Yahya al-Barmaki (793-794)
- ʿAbd al-Malik b. al-Ṣāliḥ (794-797)
- Ja'far ibn Yahya (797-803)
- Shujāʿ b. Hadim (803-804)
- Yahya b. Muʿādh (808-810)
- ʿAbd al-Malik b. al-Ṣāliḥ (810-811)
- Sulaymān b. al-Mansūr (811-815)
- Tāhir b. al-Husayn (815-821)
- ʿAbd Allāh b. Ṭāhir (821-822)
- Abū Isḥāq Muhammad al-Mu'tasim (828-829)
- al-ʿAbbās b. al-Maʾmūn (829-833)
- ʿAlī b. Ishaq (833-841)
- Rija b. Ayyūb al-Hadarī (841-847)
- Malik b. Shawq al-Taghlibī (847-850)
- Ibrāhīm al-Muʾayyad b. Mutawakkil (850-855)
- al-Fatḥ b. Khāqān al-Turkī (856-861)
- ʿĪsā b. Muhammad b. al-Shaykh (861-864)
- Amajur (871-872)
- Abū Ahmad Talha al-Muwaffaq b. Mutawakkil (872-877)
- in Egitto (877-969)
  - Tughj b. Jawf (896)
  - Abū Bakr Muhammad al-Ikshīdī (896-933)
  - Abū al-ʿAbbās Ahmad b. Kaigaliq (933-935)
  - in Egitto (935-943)
  - Dinastia hamdanide
    - Muhammad b. Yazdād al-Shahrazūrī (943-945)
    - Sayf al-Dawla Abū al-Hasan ʿAlī b. Abī al-Shujāʿ (945)
    - Muhammad ibn Rāʾiq (945-946)
    - Sayf al-Dawla Abū al-Hasan ʿAlī b. Abī al-Shujāʿ (946)

  - in Egitto (Dinastia ikhshidide, 946-969)

## Emiri fatimidi
- Abū ʿAlī Jaʿfar ibn Falāḥ al-Kutāmī (969-971)
- Ẓālim ibn Mauhab al-Ukayli (973-974)
- Jaysh ibn Muhammad (974)
- Zayn al-Muʿizzī (974)
- Alptegin al-Muʿizzī (974-977)
- Qassam al-Turab (977-983)
- Baltegin al-Turkī (983)
- Bakjur (983-991)
- Munīr al-Khādim (991)
- Magutegin (993-996)
- Sulaymān ibn Falāḥ (996)
- Bishāra al-Ikhshīdī (997-998)
- Jaysh ibn Muhammad (998-1000)
- Sulaymān ibn Falāḥ (1000-1002)
- Abū l-Ḥasan ʿAlī ibn Jaʿfar (1002-1004)
- Abū Ṣāliḥ Mufliḥ al-Lihyānī (1004-1009)
- Hamid ibn Mulham (1009)
- Wajīh al-Dawla Abū al-Muṭāʿ Dhū l-Qarnayn Ḥamdān (1010-1011)
- Badr al-Attar (1011-1012)
- Abū ʿAbd Allāh al-Muzahhir (1012-1014)
- ʿAbd al-Rahmān ibn Ilyās (1015-1021)
- Wajīh al-Dawla Abū al-Muṭāʿ Dhū l-Qarnayn Ḥamdān (1021-1023)
- Shihāb al-Dawla Shāhtegin (1023-1024)
- Wajīh al-Dawla Abū al-Muṭāʿ Dhū l-Qarnayn Ḥamdān (1024-1028)
- Anūshteghin al-Duzbarī (1028-1041)
- Nāsir al-Dawla Abū ʿAlī al-Husayn al-Hamdānī (1041-1048)
- Baha al-Dawla Takiq al-Saklabī (1048-1049)
- Uddat al-Dawla Rifq al-Mustansirī (1049)
- Muʿīn al-Dawla Haydar ibn ʿAḍud al-Dawla (1049-1058)
- Makin al-Dawla Abu ʿAlī al-Hasan ibn 'Ali (1058)
- Nāsir al-Dawla Abu ʿAlī al-Husayn al-Hamdani (1058-1060)
- Subuktegin (1060)
- Muwaffaq al-Dawla Jawhar al-Mustansiri (1060-1061)
- Hasam al-Dawla ibn al-Bashinaki (1061)
- Uddat al-Dawla ibn al-Husayn (1061)
- Mu'in al-Dawla Haydar ibn ʿAḍud al-Dawla (1061-1063)
- Badr al-Jamalī (1063)
- Hisn al-Dawla Haydar ibn Mansūr (1063-1067)
- Qutb al-Dīn Baristegin (1068-1069)
- Hisn al-Dawla Mualla al-Kitamī (1069-1071)
- Zayn al-Dawla Intisār ibn Yahya al-Maṣmūdī (1075-1076)

## Emiri selgiuchidi
- Abaqa (1076-1079)
- Tutush I (1079-1095)
- Duqaq I (1095-1104)
- Tutush II (1104)
- Muhyi al-Din Baqtash (1104)

## Emiri buridi di Damasco
- Sayf al-Islam Ẓāhir al-Din Ṭoghtigīn (1104-1128)
- Tāj al-Mulūk Būrī (1128-1132)
- Ismāʿīl Shams al-Mulūk (1132-1135)
- Shihāb al-Dīn Mahmūd (1135-1139)
- Jamāl al-Dīn Muhammad (1139-1140)
  - Unur reggente (1140-1149)
- Mujir al-Dīn Abāq (1140/1149-1154)

## Atabeg zengidi
- Nur al-Din Mahmud (1154-1174)
- Al-Salih Isma'il al-Malik (1174)

## Sultani ayyubidi
- Saladino (1174-1186), Sultano d'Egitto, Emiro di Damasco e di Aleppo
- Al-Afdal (1186-1196), figlio di Saladino
- Al-Adil I (1196-1218), fratello di Saladino, Sultano d'Egitto nel 1200
- al-Malik al-Mu'azzam Musa (1218-1227), figlio del precedente
- al-Nasir Dâwûd (1227-1229), figlio del precedente
- Al-Ashraf Musa (1229-1237), zio del precedente
- al-Salih Isma'il (1237), fratello del precedente
- al-Malik al-Kamil (1237-1238)
- Al-Adil II (1238-1239)
- al-Malik al-Salih Ayyub (1239), fratello del precedente
- Al-Salih Isma'il (1239-1245), seconda volta
- al-Malik al-Salih Ayyub (1245-1249), seconda volta
- al-Mu'azzam Turanshah (1249-1250), figlio del precedente
- al-Malik al-Nasir Salah al-Din Yusuf (1250-1260), Emiro d'Aleppo

## Emiri mamelucchi Bahri
- Sunkur al-Ashkar (1275-1280)
- Lajin al-Askhar (1280-?)
- Akush Beg (c. 1290s)
- Izz al-Din Aybak (?-1296)
- Shuja al-Din Adirlu (1296-1297)
- Sayf al-Din Kipchak (1297-1312)
- Sayf al-Din Tanqiz al-Nasiri (1312-1340)
- Yilbugha al-Nasiri (1340-1350)
- Sayf al-Din Manjak (1350)
- Tash Timur (c. 1380)
- Yilbugha al-Nasiri (?-1393)
- Sayf al-Din Yanibak (1393-1399)
- Sudun (1399-1400)
- occupata da Tamerlano (1400-1401)
- Taghribirdi al-Zahiri (1401-?)
- Kijmas (c. 1470s)
- Ghazali Arab (c. 1500s)
- Shihab al-Din Ahmad (1516-1517)
- Janbirdi al-Ghazali (1518-1521)

## Wali ottomani
- Yunus Pascià (c. 1516)
- Aiyaz Pasha (1521-1522)
- Ferhad Pascià (1522-1523)
- Hurram Pascià (1523-1525)
- Sulayman Pascià al-Tawashi (1525-1526)
- Lutf Pascià (1526-1528)
- Isa Bey Pascià Ciandarli (1528-1531)
- Mustafa Ablaq Pascià (1531-1534)
- Lutf Pascià (1534-1535)
- Isa Bey Pascià Ciandarli (1535)
- Mohammad Kuzal Pascià (1536-1537)
- Topal Sulayman Pascià (1537-1538)
- Ahmed Pascià I (1538-1539)
- Qese Khusraw Pascià (1539-1541)
- Isa Pascià (1541-1543)
- Piri Pascià (1543-1545)
- Hadim Sinan Pascià (1545-1550)
- Piri Pascià (1550-1551)
- Mohammad Pascià Bartaki (1551-1552)
- Şemsi Ahmet Pascià (1552-1555)
- Hizr Pascià (1555-1561)
- Ali Pascià Lankun (1561-1563)
- Khusraw Pascià I (1563)
- Lala Mustafa Pascià  (1563-1569)
- Murad Pascià Shaytan (1569)
- Ali Pascià Lankun (1569-1570)
- Haji Ahmed Pascià (1570-1571)
- Lala Jafar Pascià (1574-1575)
- Murad Pascià (1575-1577)
- Sokulluzade Hasan Pascià (1577-1581)
- Bahram Pascià (1581-1582)
- Husein Pascià I (1582-1583)
- Sokulluzade Hasan Pascià (1583)
- Qubad Sulayman Pascià (1584)
- Hasan Pascià I (1585-1586)
- Uways Pascià (1586-1587)
- Mohammas Pascià Farhad (1587-1588)
- Uways Pascià (1588-1589)
- Elwanzade Ali Pascià (1589-1590)
- Kocha Sinan Pascià (1590)
- Sokulluzade Hasan Pascià (1590-1591)
- Mustafa Pascià I (1591-1592)
- Khalil Pascià (1592-1593)
- Qacirji Mohammad Pascià (1593-1594)
- Hasan Pascià I (1594)
- Murad Pascià (1594-1595)
- Khusraw Pascià II (1595-1596)
- Razia Hutunzade Mustafa Pascià (1596-1597)
- Yusuf Sinan Pascià (1597-1598)
- Ahmed Pascià II (1598)
- Ahmed Pascià III (1598)
- Khusraw Pascià II (1599)
- Seyyed Mehmed Pascià (1599-1600)
- Othman Pascià (1601-1603)
- Farhad Pascià Bustanji (1603-1604)
- Mustafa Pascià II (1604-1607)
- Mahmud Pascià (1607-1608)
- Sufi Sinan Pascià (1608-1609)
- Ahmad al-Hafiz (1609-1615)
- Silihdar Mehmed Pascià (1615-1617)
- Ahmad al-Hafiz (1618-1619)
- Mustafa Pascià III (1619-1620)
- Sulayman Pascià I (1620-1621)
- Murtaza Pascià Bustanji (1621-1622)
- Mehmed Pascià Rushand (1622-1623)
- Mustafa Pascià al-Hannaq (1623-1624)
- Nigdeli Mustafa Pascià (1624-1625)
- Gurju Mehmed Pascià I (1625-1626)
- Tayar Oglu Mehmed Pascià (1626-1628)
- Küçük Ahmed Pascià (1628-1629)
- Mustafa Pascià IV (1629-1630)
- Nawaya Mehmed Pascià (1630-1631)
- Ilyas Pascià (1632-1633)
- Deli Yusuf Pascià (1633-1635)
- Küçük Ahmed Pascià (1635-1636)
- Dervish Mehmed Pascià I (1636-1638)
- Mustafa Pascià IV (1638-1639)
- Chifteli Othman Pascià (1639-1640)
- Mehmed Pascià I (1640-1641)
- Serji Ahmed Pascià (1641-1642)
- Melik Ahmed Pascià (1642-1643)
- Sultanzade Semiz Mehmed Pascià (1643)
- Silahdar Yusuf Pascià (1643-1644)
- Gurju Mehmed Pascià II (1644-1645)
- Ibrahim Pascià I (1645)
- Mehmed Pascià Salami (1645-1646)
- Gürcê Mehmed (1646)
- Silahdar Yusuf Pascià (1646-1647)
- Sufi Murteza Pascià (1647)
- Sofu Mehmed Pascià (1648)
- İpşiri Mustafa Pascià (1649)
- Mehmed Pascià II (1649-1650)
- Silihdar Murtaza Pascià (1650)
- Siwasli Mustafa Pascià (1650-1651)
- Ag Ahmed Pascià (1651-1562)
- Deftarzade Mehmed Pascià (1653-1655)
- Qara Murad Pascià (1655)
- Haseki Mehmed Pascià (1656)
- Qeprulu Fazil Ahmed Pascià (1659-1661)
- Sulayman Pascià II (1661-1663)
- Ribleli Mustafa Pascià (1663-1665)
- Salih Pascià I (1665-1666)
- Qara Mustafa Pascià (1666-1667)
- Mehmed Pascià Cewish Oglu (1667-1669)
- Ibrahim Pascià Shaytan (1669-1671)
- Abazekh Husein Pascià (1671-1672)
- Qara Mehmed (1672-1673)
- Ibrahim Pascià Shushman (1673-1674)
- Qer Husein Pasha (1674-1675)
- Ibrahim Pasha II (1675-1676)
- Osman Pasha Bustarji (1676-1679)
- Abazekh Husein Pasha (1679-1683)
- Ibrahim Pascià III (1684)
- Osman Pascià Bustarji (1684-1685)
- Kaplan Pascià  (1686-1687)
- Arab Salih Pascià (1687-1688)
- Hamza Pascià (1688-1689)
- Silihdar Mustafa Pascià (1689-1690)
- Bozoklu Mustafa Pascià (1690)
- Murtaza Pascià (1690-1691)
- Gurju Mehmed Pascià III (1691-1692)
- Çelebi Ismail Pascià (1692-1693)
- Ibshir Mustafa Pascià (1693-1694)
- Silihdar Osman Pascià (1695-1696)
- Silihdar Buuqli Mustafa Pascià (1696-1697)
- Ahmad Pascià Hacigirai (1697-1698)
- Silihdar Husein Pascià (1699)
- Silihdar Hasan Pascià (1700)
- Arslan Mehmed Pascià Matracyoghlu (1701)
- Salih Agha (1702)
- Mehmed Pascià Kurd Bajram (1702-1703)
- Pasha-ojlu (1703)
- Osman Pascià Arnavud (1703)
- Arslan Mehmed Pascià Matracyoghlu (1703-1704)
- Mustafa Pascià V (1704)
- Firari Hüseyin Pascià (1704-1705)
- Mehmed Pascià Kurd Bajram (1705-1706)
- Pasha-ojlu (1706)
- Baltaci Süleyman Pascià (1706-1707)
- Yusuf Pascià Qubtan Helvaci (1707)
- Halebli Hüseyin Pascià (1707)
- Osmanzade Nasuh Pascià al-Aydini (1708-1714)
- Cerkes Mehmed Pascià il Circasso (1714)
- Mehmed Pascià III (1714)
- Topal Yusuf Pascià (1715)
- Moralı Ibrahim Pasha (1716-1717)
- Köprülüzade Abd Allah Pascià (1717-1718)
- Reçeb Pascià (1718)
- Abu Tawq Matuqzade Osman Pascià (1718)
- Küçük Osman Pascià (1719-1720)
- Ali Pascià Maqtulojlu (1720-1723)
- Abu Tawq Matuqzade Osman Pascià (1723-1725)
- Azamzade Ismail Pascià (1725-1730)
- Osman Aça (1730)
- Qara Süleyman Aça (1730)
- Aidinli Abd Allah Pascià (1730-1731)
- vacante (1731-1734)
- Azamzade Süleyman Pascià (1734-1738)
- Hüsein Pascià II (1738)
- Abu Tawq Matuqzade Osman Pascià (1739)
- Abdi Pashazade Ali Pascià (1740)
- Azamzade Süleyman Pascià (1741-1743)
- Azamzade Esad Pascià  (1743-1757)
- Mekkizade Hüseyin Pascià (1757)
- Ishalyq Mehmed Pascià (1759-1760)
- Uthman Pascià al-Kurzi (1760-1771)
- Azamzade Mehmed Pascià (1771-1772)
- Hafiz Mustafa Pascià Bustanci (1772-1773)
- Azamzade Mehmed Pascià (1773-1783)
- Osmanzade Mehmed Pascià (1783)
- Osmanzade Dervish Pascià (1783-1784)
- Ahmed Pascià al-Jazzar (1784-1786)
- Hüseyin Pascià Battal (1786-1787)
- Abdi Pascià (1787-1788)
- Ibrahim Pascià al-Halabi (1788-1789)
- vacante (1789-1790)
- Ahmed Pascià al-Jazzar (1790-1795)
- Azamzade Abd Allah Pascià (1795-1798)
- Ahmed Pascià al-Jazzar (1798-1799)
- Azamzade Abd Allah Pascià (1799-1803)
- Ahmed Pascià al-Jazzar (1803-1804)
- Azamzade Abd Allah Pascià (1804-807)
- Kunj Yusuf Pascià (1807-1810)
- Süleyman Pascià Silahdar (1810-1818)
- Salih Pascià II (1818)
- Abd Allah Pascià II (1819-1821)
- Dervish Mehmed Pascià II (1821-1822)
- Mustafa Pascià IV (1822-1826)
- vacante (1826-1828)
- Mehmed Emin Rauf Pascià (1828-1831)
- Benderli Selim Sirri Mehmed Pascià (1831-1832)
- dipendente dall'Egitto, autonomia dall'Impero ottomano
  - Ahmed Bey (1831-1832)
  - Ibrāhīm Pascià (1832)
  - Muhammad Sharif Pascià (1832-1838)
  - vacante (1838-1840)
- İzzet Mehmed Pascià (1840-1841)
- Mehmed Reshid Pascià (1841-1844)
- Mehmed Namiq Pascià (1845-1846)
- Riza Pascià (1845-1846)
- Musa Sefveti Pascià (1846)
- Namiq Pascià (1848)
- Mehmed Namiq Pascià (1848-1850)
- Osman Pascià Said Pascià (1850-1852)
- İzzet Mehmed Pascià (1852)
- Açaf Pascià (1852-1854)
- Arif Mehmed Pascià (1854-1855)
- Mehmed Namiq Pascià (1855)
- Mahmud Nedim Pascià (1856-1857)
- İzzet Mehmed Pascià (1857)
- Ali Pascià II (1858)
- Mu'amer Pascià (1860)
- Keçecizade Mehmed Fuad Pascià (1860-1861)
- Ahmed Pascià IV (1861)
- Emin Muhlis Pascià (1861-1862)
- Mehmed Reshid Pascià (1862-1864)
- Müterçim Mehmed Rüstü Pascià (1864-1865)
- Reshid Pascià (1865-1871)
- Subhi Pascià (1871-1873)
- Sherif Mehmed Re'uf Pascià (1873-1874)
- Sakızlı Ahmed Esat Pascià (1874-1875)
- Ahmed Hamdi Pascià (1875-1876)
- Ahmed Pascià V (1876-1877)
- Küçük Ömer Fevzi Pascià (1877-1878)
- Mithat Pascià (1878-1879)
- Hamdi Pascià (1880-1885)
- Rashid Nashid Pascià (1885-1888)
- Manastirli Mehmed Nazif Pascià (1888-1889)
- Mustafa Asim Pascià (1889-1891)
- Topal Osman Nuri Pascià (1891-1892)
- Sherif Mehmed Rauf Pascià (1892-1894)
- Haçi Osman Nuri Pascià (1894-1895)
- Hasan Pascià II (1896-1897)
- Nazim Pascià (1897-1906)
- Shukri Pascià (1906-1909)
- Ismail Fazil Bey (1909-1911)
- Ismail Ghalib Bey (1911-1912)
- Kiazim Pascià (1912-1913)
- Arif Bey (1913)
- Mehmed Arif Bey Mardin (1914)
- Jamal Pascià (1915)
- Azmi Pascià (1915-1916)
- Tahsin Bey (1916-1918)
- Mehmed Gabriel Pascià (1918)
- Shukri Pascià (October 1-2, 1918)

## Regno hascemita
- Faysal (1918-1920)

## Capitale della Siria
- sotto la Francia (1920-1946)
- Repubblica di Siria (1946-1958)
- Repubblica Araba Unita (1958-1961)
- Repubblica di Siria (1961--)